# Liv Marit Wedvik
Liv Marit Wedvik (Skien, 16 gennaio 1970 – Risør, 23 maggio 2015) è stata una cantante norvegese.

## Biografia
Dopo aver firmato con l'etichetta di musica country Showtime Records, Liv Marit Wedwik è salita alla ribalta grazie al suo album di debutto Then He Kissed Me..., che ha raggiunto la 9ª posizione della classifica norvegese all'inizio del 2003. Ha successivamente piazzato altri cinque album nella top 40 norvegese. Al 2015 ha venduto più di 200.000 dischi in Norvegia.
Nel 2007 la cantante ha partecipato al programma di TV 2 Skal vi danse (la versione norvegese di Ballando con le stelle), piazzandosi al 5º posto.
Liv Marit Wedwik è annegata nei pressi del campeggio Moen a Risør il 23 maggio 2015. È stata sepolta il successivo 2 giugno nel cimitero della chiesa di Gjerpen, nella sua città natale di Skien.

## Discografia

### Album in studio
- 2003 – Then He Kissed Me...
- 2003 – Hitchin' a Ride
- 2003 – Country jul (con Heidi Hauge e Jenny Jenssen)
- 2004 – Whatever You Say
- 2005 – Home Sweet Home
- 2006 – Riding Out the Storm
- 2010 – Solid Ground

### Raccolte
- 2005 – Pop Girl

### Singoli
- 2005 – Mustang Road
- 2005 – Safe in the Arms of Love
- 2005 – Dance All Night
- 2006 – Love Me or Leave Me
- 2008 – Better Love Next Time (con Christian Ingebrigtsen)
- 2010 – Let Love Carry You
- 2013 – Carousel